# Helluland
Helluland er det navn, som blev givet til et af de tre områder, hvor de to andre er Vinland og Markland, som Bjarni Herjólfsson så, Leif den Lykkelige stødte på og som Thorfinn Karlsefni Thórdarson udforskerede omkring år 1000 i Nordamerikas kyst til Nordatlanten. Nogle forfattere betragter alt land vest for Grønland som Vinland, og Helluland bliver derfor af nogle betragtet som en del af dette.
Ifølge Grønlændernes saga blev det navngivet Helluland af Leif den Lykkelige på hans rejse til Vinland, og det betyder "Landet med flad Sten" på norrønt.
De fleste forskere er enige om, at Helluland svarer til Baffin Island i nutidens canadiske territorie Nunavut.